# Centre de la biodiversité du Québec
Le Musée de la biodiversité du Québec est un musée scientifique sur la faune et la flore québécoise situé à Bécancour, dans la région touristique du Centre-du-Québec au Québec. Il est l'un des points d’ancrage de la Route des Navigateurs.

## Description
Le musée a pour mission d’éduquer et de sensibiliser le public à la diversité des espèces présentes au Québec et à sa conservation en étant en contact avec celle-ci. Le musée contribue aussi développement durable de notre planète.
Ce musée offre différentes visites guidées sous les thèmes de la préservation et du développement durable de la biodiversité du Québec. 
Il comprend de nombreuses espèces vivantes ainsi que deux expositions guidées, un circuit interactif de soir, un marais, un verger, une mini-ferme et plusieurs salles d’exposition.
Plusieurs visites guidées sont proposées aux visiteurs à l’intérieur et à l’extérieur, tout au long de l'année.

## Activités intérieurs
- Espace Jean Lemire

Salle multimédia projetant des images sur 360 degrés. En place depuis 2015, c'est une exposition nommée "Voyage au fond du Saint-Laurent" qui y présente les facettes du fleuve principal de la province de Québec. La salle a été nommée en l'honneur de Jean Lemire, biologiste et aventurier originaire de la région du Centre-du-Québec.
- Espace H2O

Salle d’exposition sous le thème des espèces communes du Fleuve Saint-Laurent avec divers spécimens en aquarium comme la tortue d’eau douce, la Chelydra serpentina.
- Corridor sensoriel

Salle d’exposition mettant en vedette la vue, l’ouïe, le toucher et l’odorat, sous forme de bornes interactives. Le corridor présente aussi plusieurs sortes d’amphibiens et de reptiles du Québec.
- Espace Explo-découverte

Depuis 2017, "Le retour des géants de la préhistoire" y est présenté. La visite guidée a pour thèmes l'évolution des premiers hommes, la mégafaune et le règne des dinosaures depuis la création de la planète Terre.
- Corridor arthropodes

Cet espace d’exposition est consacré en tout temps à l’hébergement de quelques insectes et arachnides et met en valeur le monde des bestioles.
Salle d'exposition temporaire
Avec l'agrandissement du bâtiment principal en 2018, une salle d'expositions temporaire a été ajoutée.
Février 2018 à Mai 2018: "Mystères sous les vagues", exposition itinérante créée par le musée Exploramer, situé à Sainte-Anne-des-Monts.
Juin 2018 à mai 2019: "Les envahisseurs sont là!", exposition itinérante créée par le Musée du Fjord, situé au Saguenay-Lac-Saint-Jean.
Juin 2019 à mai 2020: "Panaches, caribous et autres cervidés du Canada", exposition itinérante créée par le Musée du Fjord, situé au Saguenay-Lac-Saint-Jean.
Juin 2020 à mai 2021: "Arthropodarium", exposition itinérante créée par le Musée de la Biodiversité.
Mai 2021 à juin 2022: "La Nature du Saint-Laurent", exposition itinérante créée par le Biophare, situé à Sorel-Tracy.
Juin 2022 à mai 2023: "Comme un poisson dans l'eau", exposition itinérante créée par le Musée du Fjord, situé au Saguenay-Lac-Saint-Jean.
Juin 2023 à octobre 2024: "Bruns, Blancs, Noirs, Les ours du Canada", exposition itinérante créée par le Musée du Fjord, situé au Saguenay-Lac-Saint-Jean.
Novembre 2024 à juin 2025: "Génial! Tous intelligents!", exposition itinérante créée par le Musée du Fjord, situé au Saguenay-Lac-Saint-Jean.

## Activité extérieures

### Faune urbaine,«drôles de voisins»
Cette exposition saisonnière présente la vie des animaux qui cohabitent avec l’homme en sensibilisant sur l’étalement urbain et ses impacts.
- La volière

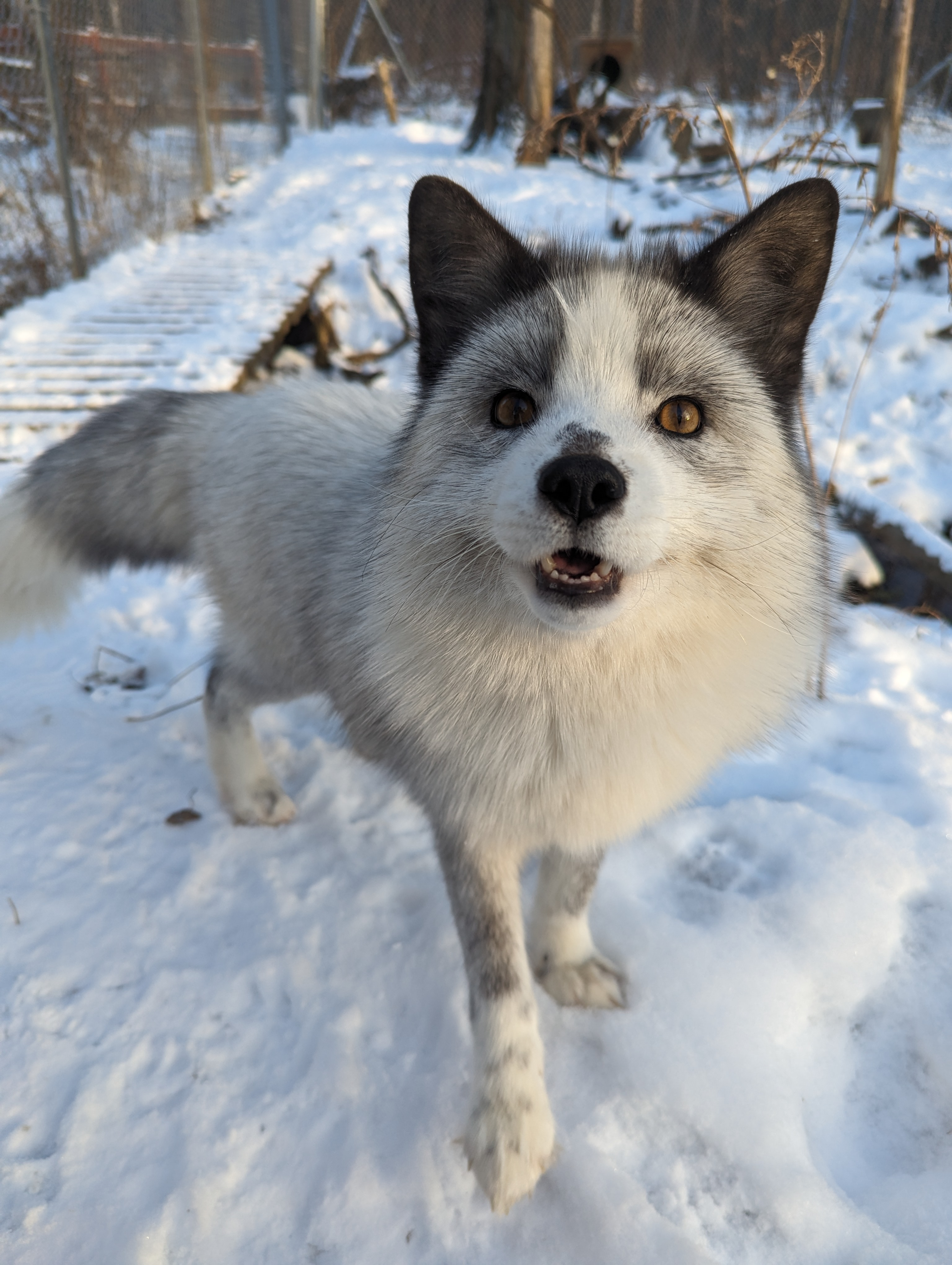
Renard marbré, pensionnaire du musée de la Biodiversité du Québec.

La volière fait partie de la visite guidée «Faune urbaine» et présente les grands rapaces d’Amérique du Nord.
- Mini-ferme

Cette exposition saisonnière expose plusieurs espèces de volailles : des oies africaines, des poules japonaises, des dindons sauvages ainsi que des familles de lapins.

### Sentiers d’observation

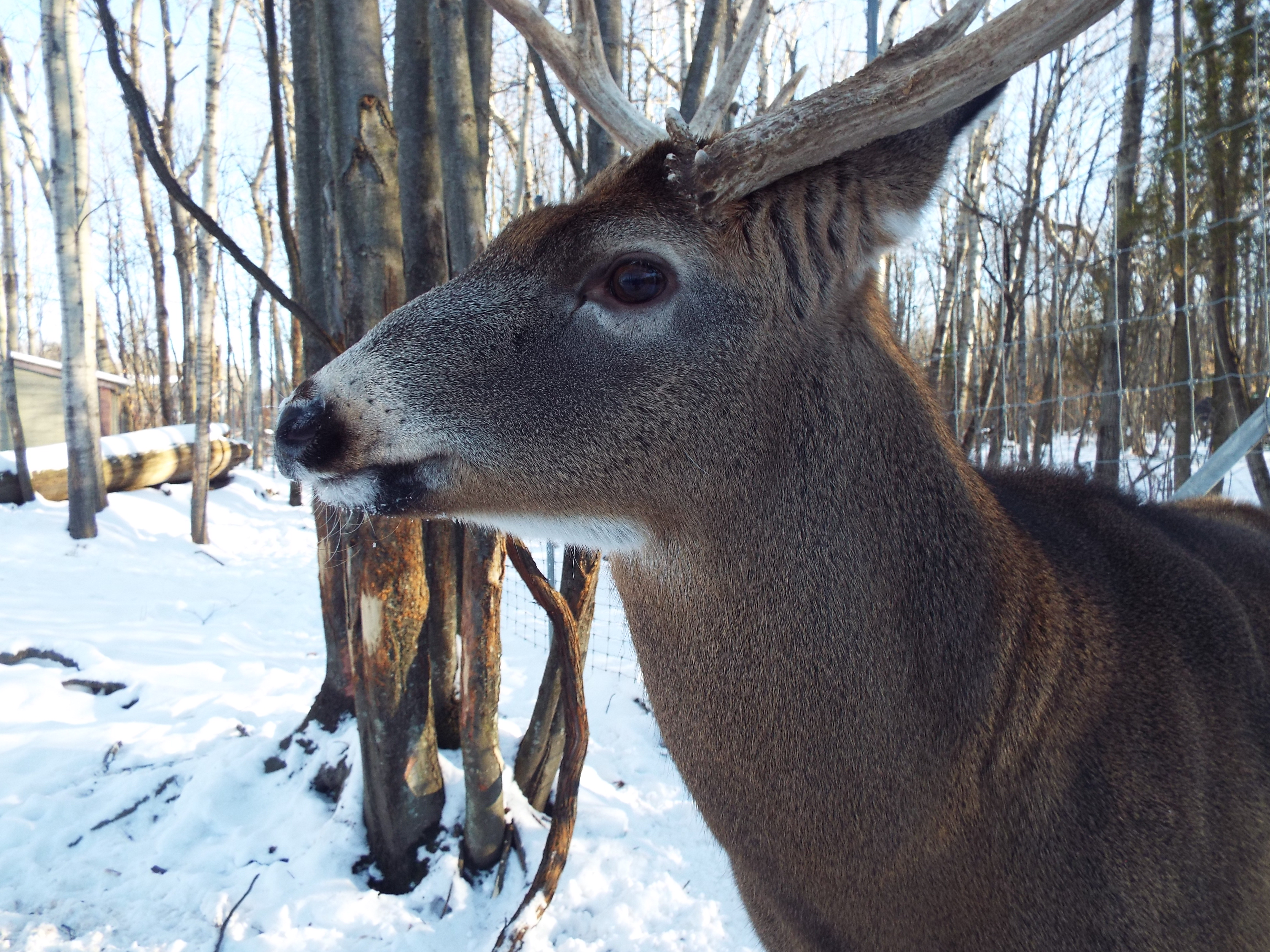
Chevreuil pensionnaire du musée de la Biodiversité du Québec.

Ouverts à l’année, plus de 4 kilomètres de sentiers sont à la disposition des visiteurs. Avec plus de huit écosystèmes et des panneaux d’interprétation, la visite des sentiers d’observation se fait de façon libre. L’hiver, des sentiers de raquettes hors-pistes sont aménagés. Beaucoup d’observation d’oiseau y sont pratiquées.
- Friche
- Érablière
- Prucheraie
- Forêt de transition
- Sentiers des mousses
- Orée de la forêt
- Les marais

Le musée propose l’observation d’un milieu vivant avec les grenouilles et des canards. 
Tout près du marais sont aménagés une aire de pique-nique ainsi qu'un chapiteau permettant à plus de 80 personnes de manger à l'abri des intempéries.
- Le verger

Comprenant plus de 200 pommiers (Melba, Lobo, McIntosh et Cortland), le verger offre une auto-cueillette de pommes au public de la mi-septembre à la fin octobre.

### L'écho des origines
Exposition interactive saisonnière, elle fut créée à l'été 2019 et a pris fin au printemps 2025. Cela consistait à découvrir la biodiversité et ses enjeux lors d'un circuit pédestre animé le soir. L'outil principal du circuit était une branche connectée à la technologie sur le parcours et capable d'interagir avec celle-ci. Elle s’illuminerait et dicterait à son propriétaire le chemin à suivre et les choses à faire.

## Achalandage
En 2024, le musée a accueilli plus de 26 000 visiteurs.